# Playa de la Devesa del Saler
Playa perteneciente al término municipal de Valencia, también conocida durante un tiempo como Playa de la Malladeta. Se halla situada, junto con la Playa del Saler, en la Dehesa del Saler, que es el nombre que recibe la restrinja o franja de arena que separa la Albufera del mar Mediterráneo.
La playa, de casi cinco kilómetros de longitud, es de arena fina y dorada. Su mayor atractivo es su extraordinario entorno natural, ya que se encuentra ubicada en el parque natural de la Albufera.
También es importante por las grandes dunas litorales que existen en la playa, ya que estas protegen un rico ecosistema en el que junto a lagunas y malladas (depresiones interdunares) se entremezcla todo tipo de vegetación como pinos, palmitos, coscojas, lentisco y madreselva y que da cobijo a numerosas aves. Algunas especies son endémicas.
Las dunas y malladas han sido regeneradas recientemente, ya que durante los años 60-70 fueron destruidas con la intención de urbanizar la zona. El proyecto de urbanización se paralizó gracias a la oposición vecinal. La regeneración se ha acometido en varias campañas desde 1988 hasta la actualidad (2009), siendo una de ellas el proyecto Life de recuperación del cordón dunar costero.
La playa limita al norte con la playa del Saler, de la que está separada por la Gola de Puchol Nuevo, un canal que comunica la Albufera con el mar. Al Oeste el bosque de pinos y la carretera de Valencia al Perellonet, la separa de la Albufera y del Racó de l'Olla. Al Sur, la Gola de Perellonet, otro canal, la separa de El Perellonet.
La playa se puede dividir en tres zonas: En la zona Norte tenemos el Estanque de Pujol (val. l'Estany de Pujol), estanque artificial creado en los años 60 en el que está prohibido el baño. Todas estas playas son de cruising, la actividad que más visitantes atrae.
La zona central, a la que sólo se puede acceder caminando, y en la que se encuentra el Casal d'Esplai, un caserón que el ayuntamiento utiliza para organizar actividades con los jóvenes, disminuidos, etc.
Al sur se encuentra el Parador Nacional de El Saler, que incluye un campo de golf, reformado hace poco y que ha recibido muchas críticas por permanecer todavía un complejo de estas características, dentro del área ecológica más importante del parque natural.
La playa es de uso nudista, tiene servicio de policía y salvamento en verano, bandera azul y se puede acceder también en autobús (con paradas en la carretera).
El estado actual de la playa ha mejorado notablemente tras la regeneración. De la misma forma, la calidad del agua ha mejorado significativamente, debido al control en las salidas de agua de la Albufera al mar. Igualmente, la calidad de la arena es magnífica, la cual es revisada cada noche por tractores que la cuidan y limpian de cualquier impureza. 
En los últimos años esta playa ha obtenido la bandera azul de la UE, por su calidad.
El frente marino de esta playa está declarado como Lugar de Interés Comunitario LIC[cita requerida].